# Guadalupe (Puebla)
Guadalupe è una municipalità dello stato di Puebla, nel Messico centrale, il cui capoluogo è la località omonima.
Conta 6.276 abitanti (2015) e ha una estensione di 154,73 km². 	 	
Il nome tradizionale della località è Alchipini, che deriva dal termini nahuatl atl e chipini, cioè Acqua che cola.